# Climat du Territoire de Belfort
Le climat du Territoire de Belfort est du type semi-continental. Il est toutefois fortement influencé par la forme de couloir entre Vosges et Jura qu'a la Porte de Bourgogne qui canalise les vents d'ouest comme ceux venant de l'est. L'altitude moyenne de la plaine autour de Belfort est proche de 400 mètres, ce qui en fait un seuil entre Bourgogne et Alsace, l'altitude moyenne de Mulhouse étant de 240 mètres.
Les altitudes extrêmes dans le département sont 
- 329 m à l'endroit où la Savoureuse quitte le département, sur la commune de Châtenois-les-Forges
- 1 247 m au sommet du ballon d'Alsace sur le territoire de Lepuix

La Méditerranée étant à 380 km (Gênes) et la Manche à 480 km, leur influence modératrice sur la température ne se fait donc pas sentir, d'où le climat semi-continental typique du quart nord-est de la France.

## Les quatre saisons

### Le printemps
La situation géographique du département fait que le printemps n'arrive jamais bien franchement. Les coups de froid et les redoux se succèdent, accompagnés de grandes variations de température. La différence d'altitude avec l'Alsace toute proche provoque un décalage dans le calendrier de la floraison : on constate une différence moyenne de deux semaines pour la plupart des fleurs. Les précipitations sont généralement modérées et il arrive qu'une période sans pluie s'installe pendant deux ou trois semaines. Sur le massif des Vosges, la végétation se réveille progressivement, en fonction de l'altitude et, en montant la route du Ballon d'Alsace, on peut avoir un résumé de printemps avec des pissenlits en fleurs dans le fond de la vallée de la Savoureuse alors que les hêtres déroulent seulement leurs feuilles au sommet.

### L'été
L'été dans le Territoire de Belfort est assez contrasté avec des variations de température parfois très importantes. L'éloignement de la mer fait que les températures sont souvent assez chaudes et dépassent les 30 degrés en plaine. Cependant la forêt, les nombreux étangs et la montagne permettent de trouver une agréable fraîcheur. Des précipitations abondantes peuvent avoir lieu, elles ne durent pas très longtemps et sont dues la plupart du temps à des orages.

### L'automne
Une saison courte, ou du moins écourtée par l'arrivée de l'hiver qui s'accompagne de pluies assez abondantes. Il n'est pas rare d'avoir quelques chutes de neige précoce à partir de la mi-novembre. Les premières gelées peuvent se produire dès le mois de septembre. Légères, elles donnent un coup d'arrêt à la végétation et les feuilles des arbres deviennent alors magnifiques, surtout si le soleil et la douceur revient avec l'"été de la Saint-Martin". Les brouillards apparaissent en plaine, surtout dans les fonds de vallée et endroits humides quand les nuits sont claires.

### L'hiver
Caractéristique du climat semi-continental, les hivers sont relativement rudes, surtout en montagne. Janvier est le mois le plus froid. C'est aussi le mois où se produisent les chutes de neige "qui tient" en plaine. Quand l'air est très pur, ce qui se produit plusieurs fois dans l'hiver, mais arrive aussi à d'autres saisons, on peut voir au loin la chaîne des Alpes Bernoises, et le Mont-Blanc. Il suffit de se placer sur un point dégagé. Cette possibilité est plus souvent offerte depuis les sommets vosgiens. La température moyenne à Belfort en hiver est de l'ordre de 0 °C mais, comme à chaque saison, avec des variations qui peuvent atteindre une amplitude  de 30 degrés en quelques jours. En plaine, la hauteur moyenne de neige cumulée pour tout l'hiver est de l'ordre de 1 mètre mais peut dépasser 1,7 mètre comme pendant l'hiver 2005-2006.

## Les vents

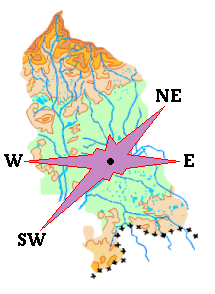
Direction d'origine des vents dominants dans le Territoire de Belfort

La petite carte ci-contre montre les directions de l'origine des vents dominants dans la Trouée de Belfort. On voit nettement l'influence des massifs montagneux, Vosges (au nord) et Jura (au sud), qui forment les murs d'un couloir reliant la vallée du Rhin et la plaine d'Alsace au bassin de la Saône. 
Deux sortes de vents déterminent le climat dans la Trouée de Belfort :
- Les vents d'ouest/sud-ouest : tempérés et humides, ils apportent la pluie, les orages ou la neige selon la saison.
- La bise : elle vient de l'est ou du nord-est. Froide en hiver, relativement chaude en été, sèche en toutes saisons. C'est une des composantes du mistral. Il arrive qu'elle souffle pendant des longs jours sans faiblir, refroidissant les maisons les mieux isolées en s'infiltrant partout. On dit qu'elle dure 3, 6 ou 9 jours.

## Les précipitations
Le massif du Ballon d'Alsace s'oppose aux vents d'ouest chargés d'humidité et amplifie le niveau des précipitations dans le nord du département.
Hauteur de pluie par an : Belfort : 105 cm, Ballon d'Alsace : 220 cm. 
A notrer que la station du Ballon d'Alsace et les stations de la vallée de la haute Moselle (côté Lorraine) enregistrent d'ailleurs les records de France de pluviométrie.

### Précipitations mensuelles

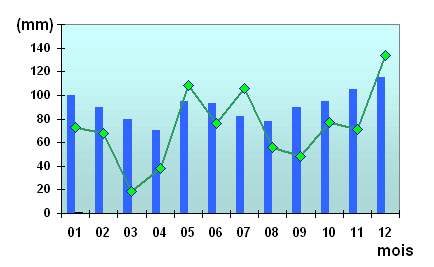
Moyenne mensuelle des précipitations à Belfort

Sur le diagramme ci-contre, les barres verticales représentent la moyenne des précipitations à Belfort relevées par Météo-France de 1971 à 2000. On constate deux minima : au printemps et en été. L'hiver correspond à un maximum de précipitations : pluie ou neige. Mais ces valeurs statistiques gomment les variations qui se produisent d'une année sur l'autre. La courbe en vert correspond à la hauteur d'eau reçue à Bourg-sous-Châtelet pour chaque mois de l'année 2005. Les pluies d'été sont le plus souvent apportées par des averses orageuses qui déversent en une seule journée une quantité d'eau parfois importante : 60mm d'eau à Joncherey le 7 août 1978.

### Un mois de décembre

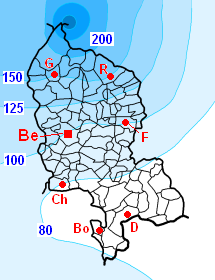
Répartition des précipitations pendant le mois de décembre 2005

Les précipitations de la fin de l'automne sont généralement des pluies régulières en plaine et de la neige sur le massif des Vosges. Sur la carte ci-contre (décembre 2005) on remarque la forte corrélation entre le niveau des précipitations et l'altitude (voir carte dans l'article Géographie du Territoire de Belfort. 
Les principales localités sont repérées comme suit :
- G : Giromagny au pied des Vosges, au bord de la Savoureuse
- R : Rougemont-le-Château au pied des Vosges
- Be : Belfort au bord de la Savoureuse
- F : Fontaine en plaine
- Ch : Châtenois-les-Forges en plaine
- Bo : Beaucourt contreforts du Jura
- D : Delle

Les nombres indiquent la hauteur d'eau en millimètres : 100mm à Belfort et Fontaine.
Ce mois de décembre est proche de la moyenne : 134 mm d'eau dont 45 cm de neige cumulée au pied des Vosges. La répartition des précipitations est assez proche de celle que l'on constate sur une longue période.

## Les températures

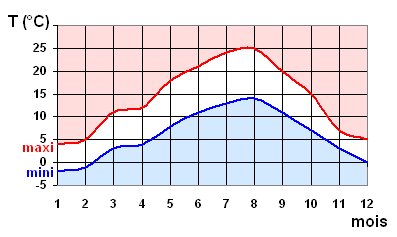
Moyenne mensuelle des températures minimales et maximales à Belfort

Les valeurs indiquées sur les deux courbes ne sont pas des records mais des moyennes de températures extrêmes. Par exemple, le 10 février 1956 on relevait −21,4 °C alors que la température minimum moyenne est de l'ordre de −1 °C.
La courbe des températures moyennes, non représentée sur le diagramme, se place entre ces deux courbes extrêmes tracées en rouge et en bleu.

## Ensoleillement
Nombre d'heures de soleil/an : 1800 h/an

20 % du temps est ensoleillé en décembre

50 % du temps est ensoleillé en juillet

## Quelques données statistiques
Les chiffres ci-dessous sont des moyennes qui n'ont qu'une valeur très relative.
Nombre de jours/an... 
- avec pluie ou neige (quelques gouttes ou flocons suffisent) : 74 j/an
- avec vent en rafales dépassant 57 km/h : 55 j/an
- avec pluie importante en juillet-août-septembre : 20 j/an
- avec orage accompagné ou non de précipitations : 23 j/an
- avec ciel complètement couvert : 66 j/an
- avec des températures négatives : 83 j/an
- avec température dépassant 25 °C : 31 j/an
- avec gel permanent : 23 j/an
- avec température dépassant 30 °C : 5 j/an
- avec neige : 35 j/an
- avec brouillard : 40 j/an

Moyenne des températures extrêmes :
- en janvier, températures les plus basses : −15 °C
- en janvier, températures les plus hautes : +3 °C
- en juillet, températures les plus basses : +13 °C
- en juillet, températures les plus hautes : +23 °C

## Quelques records
- Hauteur d'enneigement cumulé historique au ballon d'Alsace : 3,2 mètres en mars 2006
- Hauteur d'enneigement pour un mois de mars à Belfort : Plus de 40 cm en mars 2006
- Le mois d'août 2006 est le plus froid à Belfort depuis le début des mesures
- Le mois de septembre 2006 est plus chaud que le mois d'août 2006

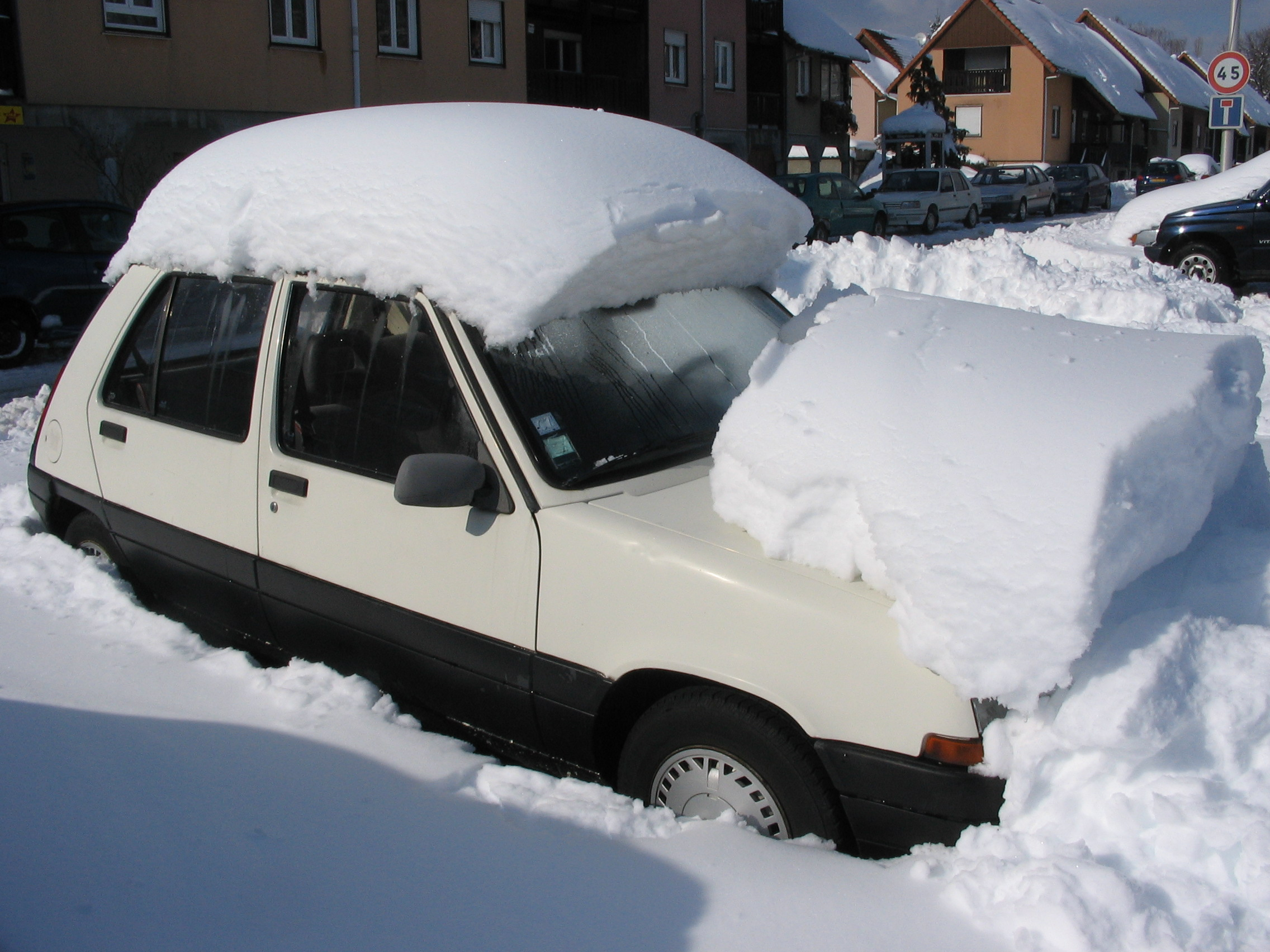
Neige sur Belfort, près de l'étang des Forges, le 5 mars 2006